# Де Влигер, Тибе
Ти́бе де Вли́гер (нидерл. Tibe De Vlieger; родился 5 ноября 2005) — бельгийский футболист, атакующий полузащитник клуба «Гент».

## Клубная карьера
Воспитанник футбольной академии «Гента». В декабре 2021 года подписал с клубом профессиональный контракт. 16 января 2024 года дебютировал в основном составе «Гента» в матче Кубка Бельгии против «Брюгге». Три дня спустя дебютировал в бельгийской Про-лиге в матче против «Мехелена».